# Vĩnh Thuận, An Giang
Vĩnh Thuận là một xã thuộc tỉnh An Giang, Việt Nam.

## Địa lý
Xã Vĩnh Thuận có diện tích 51,60 km², dân số năm 2020 là 12.068 người, mật độ dân số đạt 234 người/km².

## Hành chính
Xã Vĩnh Thuận được chia thành 9 ấp: Bờ Xáng, Đòn Dông, Kinh 3, Kinh 9, Kinh 11, Kinh 13, Kinh 14, Ranh Hạt, Vĩnh Trinh.

## Lịch sử
Sau năm 1975, Vĩnh Thuận là một xã thuộc huyện Vĩnh Thuận.
Ngày 10 tháng 10 năm 1981, Hội đồng Bộ trưởng ban hành Quyết định 109-HĐBT về việc chia xã Vĩnh Thuận thành bốn xã lấy tên là xã Vĩnh Thuận, xã Thuận Bắc, xã Thuận Nam và xã Thuận Tây.
Ngày 24 tháng 5 năm 1988, Hội đồng Bộ trưởng ban hành Quyết định 92-HĐBT về việc: 
- Tách 1 ấp của xã Thuận Tây hợp với nửa nông trường Vĩnh Thuận lập xã Minh Thuận Nam
- Tách 1 ấp của xã Hoà Tiến hợp với nửa còn lại của nông trường Vĩnh Thuận, lập xã Minh Thuận Đông
- Sáp nhập 6 ấp còn lại của xã Thuận Tây với xã Thuận Nam thành xã Vĩnh Thuận
- Tách 3 ấp của xã Vĩnh Thuận cũ hợp với xã Thuận Bắc và 2 ấp của xã Bình Điền thành xã Tân Thuận
- Sáp nhập 1 ấp còn lại của xã Vĩnh Thuận cũ vào thị trấn Vĩnh Thuận.

Ngày 31 tháng 5 năm 1991, Ban Tổ chức Chính phủ ban hành Quyết định số 288-TCCP về việc giải thể xã Tân Thuận nhập một phần vào xã Vĩnh Thuận.
Ngày 18 tháng 3 năm 1997, Chính phủ ban hành Nghị định số 23-CP về việc thành lập xã Tân Thuận trên cơ sở 4.033 ha diện tích tự nhiên và 10.164 nhân khẩu của xã Vĩnh Thuận.
Xã Vĩnh Thuận sau khi điều chỉnh địa giới hành chính có 5.091 ha diện tích tự nhiên và 11.986 nhân khẩu.